# Streptocitta albertinae
Streptocitta albertinae là một loài chim trong họ Sturnidae.